# Sustentação (som)
Sustentação é um termo musical que designa a capacidade de um instrumento em prolongar uma nota uma vez que essa tenha sido emitida, ou seja, sem que o tocador tenha que emiti-la novamente.
Assim, pode-se dizer que o piano tem uma boa sustentação, já que ao se manter uma tecla apertada, o som se prolonga por um bom tempo. Uma flauta possuirá sustentação enquanto o tocador tiver fôlego suficiente para continuar assoprando (a não ser que utilize técnicas sofisticadas, como a de respiração circular, etc. Um órgão, por possuir a geração de ar de maneira mecânica ou elétrica, pode prolongar suas notas teoricamente, indefinidamente. Uma guitarra possui uma sustentação intermediária, menor que a de um piano. Um violão menos que uma guitarra.
Já um pandeiro, tem uma sustentação bem curta, já que o som emitido termina quase que imediatamente após tocá-lo. Em geral, instrumentos de percussão possuem pequena sustentação. O som emitido ao se bater palma é imediato, curto, de pequena sustentação.
Fisicamente, esse fenômeno ocorre devido à energia impressa ao instrumento se converter imediatamente em energia sonora (curta sustentação, pois tudo vira som logo de início e esse som já vai-se embora), ou a energia ir sendo convertida aos poucos em som, o que dá uma maior sustentação (como as cordas mais graves do violão, que ficam vibrando - logo a energia é armazenada no movimento da corda, sendo emitida aos poucos, conforme as cordas vão lentamente parando de vibrar), ou por fim, o som ser mantido enquanto for fornecida energia ao instrumento, como instrumentos de sopro, eletrônicos, etc.
Em música ou acústica, Sustentação determina o tempo que um som dura enquanto uma tecla é pressionada (depois de passar pelas fases de ataque e decaimento). O tempo de sustentação corresponde à duração da nota. Na maior parte dos instrumentos este tempo pode ser controlado pelo executante, como na maior parte dos instrumentos de sopro e de cordas. Também alguns Instrumentos de percussão, como o gongo ou o tímpano também podem ter um longo tempo de sustentação. Apenas alguns instrumentos de percussão como o xilofone ou o pandeiro têm sons tão curtos que não passam pela fase de sustentação. Em sintetizadores e outros instrumentos eletrônicos, este parâmetro faz parte do gerador de envelope e é conhecido como Sustain.
Um interessante exemplo é citarmos o piano ou teclado eletrônico. Os mesmos possuem funções como as de "sustain" ou "stringue" por trás do som comum de um piano, os mesmos servem para manter a nota no ar mesmo que a tecla já tenha parado de ser pressionada. O piano possui três "pedais" e um deles é o sustain, no teclado podemos adaptar um teclado que também servirá desta forma; ao apertarmos uma tecla enquanto pressionamos o pedal-sustain, a nota se manterá o mais longo possível baixando seu tom em meio-tempo por segundo, caso a tecla ainda esteja sendo pressionada junto do pedal-sustein a nota diminuirá seu tom em dois-tempos por segundo, mantendo no ar o som (lembrando que isso apenas como piano, sem strings). O Sustain pode ser principalmente utilizado como um contador de tempo caso você esteja lendo uma partitura.